# Logaritmikus spirál
A logaritmikus spirál a spirális síkgörbék egy fajtája, mely gyakran figyelhető meg a természetben. A logaritmikus spirált először Descartes írta le, majd később behatóan tanulmányozta Jakob Bernoulli, aki Spira mirabilisnak, vagyis „csodálatos spirál”nak nevezte.

## Definíció és tulajdonságok
Polárkoordinátákkal felírva egyenlete:
{\displaystyle r=ae^{b\theta }\,}
vagy
{\displaystyle \theta ={\frac {1}{b}}\ln \left({\frac {r}{a}}\right)}
innen származik a „logaritmikus” név is. Paraméteres alakban a görbe egyenletrendszere:
{\displaystyle x(t)=r\cos(t)=ae^{bt}\cos(t)\,}
{\displaystyle y(t)=r\sin(t)=ae^{bt}\sin(t)\,}
ahol a és b valós szám.
Egy tetszőleges pontjába a pólusból húzott sugár és a ponthoz tartozó érintő által bezárt szög állandó:
{\displaystyle \psi =\operatorname {arccot} b\,}
A b paramétertől függ , hogy milyen gyorsan „tágul” a spirál és hogy melyik irányba csavarodik. Speciális esetben , ha a b = 0, a spirál a sugarú körré fajul. Ha a b paraméter végtelenhez tart, a spirál egyeneshez közelít.
A görbületi sugár:
{\displaystyle \rho =r{\sqrt {1+b^{2}}}}
A {\displaystyle {\overline {PT}}} a spirál érintője P pontban:
{\displaystyle {\overline {PT}}=r{\frac {\sqrt {1+b^{2}}}{b}}}
{\displaystyle {\overline {OT}}={\frac {r}{b}}}
Az r polársugarú P és r1 polársugarú P1 pont közötti ívhossz:
{\displaystyle {\widehat {PP_{1}}}=s={\frac {\sqrt {1+b^{2}}}{b}}(r-r_{1})}
Az OP1P szektorterület:
{\displaystyle OP_{1}P={\frac {1}{4b}}(r^{2}-r_{1}^{2})}
A logaritmikus spirál evolutája egy, az eredeti görbével kongruens görbe, mely az eredetihez képest {\displaystyle {\frac {\pi }{2}}-{\frac {\ln b}{b}}} szöggel elfordítva:
{\displaystyle r=ae^{b(\theta -{\frac {\pi }{2}}+{\frac {\ln b}{b}})}}

## Csodálatos spirál
A logaritmikus spirálnak a Spira mirabilis (latinul csodálatos spirál) nevet Jakob Bernoulli adta, mivel el volt ragadtatva a görbe egyedülálló matematikai tulajdonságaitól: a görbe méretei állandóan nőnek, de alakja változatlan marad bármely további csavarodással. Bernoulli kívánsága az volt, hogy sírkövére kerüljön fel ez a csodálatos görbe, de tévedésből egy arkhimédészi spirált véstek be. A logaritmikus spirál és az arkhimédészi spirál között a fő különbség az, hogy az utóbbinál a görbe minden fordulata közötti távolság állandó, a logaritmikus spirálnál azonban mértani sorozat szerint nő. Valószínűleg ez az oka annak, hogy több növekedéssel összefüggő természetes forma is logaritmikus spirál alakú, mint például a napraforgó magjainak elhelyezkedése a tányéron vagy az ammoniteszek háza, melyek mészkőbe ágyazva gyakori kövületek.
A logaritmikus spirálok önmagukkal hasonlók és önmagukkal kongruensek minden hasonlósági transzformációra. (Nagyításuk-kicsinyítésük ugyanazt eredményezi, mint elforgatásuk a pólus körül.) Nagyításuk {\displaystyle b^{2\pi }} tényezővel az eredeti görbét adja. Szintén kongruensek evolutáikkal és evolvenseikkel.
Ha egy tetszőleges P ponttól a pólus felé haladunk a görbe mentén, a pólust csak végtelen sok fordulat után érhetjük el annak ellenére, hogy a pólustól való távolság véges ({\displaystyle r/\cos \alpha }). Ezt a tulajdonságát Evangelista Torricelli fedezte fel még a differenciálszámítás feltalálása előtt.

## Logaritmikus spirál a természetben
Több természeti jelenségnél lehet logaritmikus spirálhoz közeli görbéket találni. Néhány példa:
- A sólyom röppályája, amikor zsákmányát megközelíti. A zsákmányra keringése közben mindig azonos szögben néz, és közben fokozatosan közelít a céljához.
- Rovar röppályájának alakja, amikor fényforrás felé közelít.
- Spirálgalaxis karjainak alakja. A mi galaxisunknak a tejútnak, valószínűleg négy spirálkarja van, mindegyik közelítőleg logaritmikus spirál alakú, melynél az érintő szöge {\displaystyle \alpha \backsimeq 12^{\circ }}. Általában más galaxisoknál ez a szög 10-40° közé esik.
- A trópusi ciklonok, például hurrikánok karjai.
- Sok biológiai struktúra, például a pókháló és a puhatestűek házai (az ammoniteszek és a heteromorf ammoniteszek megkövült házai jellemző példák). Ezekben az esetekben a magyarázat a következő: Kiindulás legyen bármely síkbeli szabálytalan F0 alak. Nagyítsuk ezt fel tetszőleges szorzóval F1-re és helyezzük el F1 -et úgy, hogy az F0 oldalát érintse. Most nagyítsuk fel ugyanazzal a szorzóval F1-et és a kapott F2-t helyezzük elé az előzőekhez hasonlóan F1 oldalához érintve. Többször megismételve a fent leírt műveletet, közelítő logaritmikus spirál lesz az eredmény, melynél a spirál szöge az a szög lesz, mellyel a két szomszédos elem hajlik egymáshoz. Ezt a műveletet a szomszédos ábra egy általános négyszög példáján szemlélteti.